# Mesochorus flexus
Mesochorus flexus là một loài tò vò trong họ Ichneumonidae.